# Jove Lituània
Jove Lituània (lituà Jaunoji Lietuva) és un partit polític de Lituània, d'ideologia nacionalista i fortament anticomunista. Fou fundat el 1927 com a secció juvenil de la Unió Nacional Lituana (Lietuvių tautininkų sąjunga). Prohibit el 1940, es va reconstituir el 1988 com a Lietuvos Tautinio Jaunimo Sąjunga (Unió de Joves Nacionalistes Lituans) per a exigir la restauració de la independència lituana. El 1989 canvià el seu nom pel de Lietuvių Tautinio Jaunimo Sąjunga „Jaunoji Lietuva“, i el 1994 es constituí com a partit amb el nom de Jaunosios Lietuvos“ ir naujųjų tautininkų sąjunga, que canviarà el 2005 pel nom actual. El seu cap és Stanislovas Buškevičius, qui havia estat assessor del primer ministre de Lituània.
En el seu programa ha demanat l'expulsió de totes les minories arribades al país amb la invasió soviètica de 1940, tot i que es mostra tolerant amb polonesos i jueus. També exigeix l'expulsió a Rússia de tots els antics empleats del KGB. És partidari de la integració lituana a l'OTAN i a la Unió Europea i de la integració a Lituània de l'óblast de Kaliningrad.
A les eleccions municipals de 1995 va obtenir 16 consellers municipals arreu del país (2 d'ells a Vilnius). A les eleccions legislatives lituanes de 1996, però, només va obtenir el 3,81% dels vots, insuficient per a obtenir representació, i a les de 2000 només l'1,15%. Això la va forçar a les eleccions de 2004 a presentar-se amb la Unió Cristiano-Conservadora Social, però tampoc va obtenir representació. A les eleccions locals de 2007 només va obtenir dos consellers municipals. A les eleccions legislatives lituanes de 2008 es presentà novament en solitari, però només va obtenir l'1,75% dels vots i continuà com a partit extraparlamentari.

## Resultats electorals
| Any  | Vots             | %                | Escons  | +/– | Govern            |
| ---- | ---------------- | ---------------- | ------- | --- | ----------------- |
| 1996 | 52,423           | 4.01 (#6)        | 1 / 141 | 1   | Oposició          |
| 2000 | 16,941           | 1.15 (#13)       | 1 / 141 | =   | Oposició          |
| 2004 | –                | –                | 0 / 141 | 1   | Extraparlamentari |
| 2008 | 21,589           | 1.75 (#12)       | 0 / 141 | =   | Extraparlamentari |
| 2012 | 8,632            | 0.66 (#14)       | 0 / 141 | =   | Extraparlamentari |
| 2016 | Coalició amb LTS | Coalició amb LTS | 0 / 141 | =   | Extraparlamentari |
| 2020 | –                | –                | 0 / 141 | =   | Extraparlamentari |